# Pehrforsskalia conopyga
Espèce
Pehrforsskalia conopyga est une espèce d'araignées aranéomorphes de la famille des Pholcidae.

## Distribution
Cette espèce se rencontre au Cap-Vert, en Guinée, en Sierra Leone, en Côte d'Ivoire, au Nigeria, au Cameroun, au Gabon, en Ouganda, au Burundi, au Botswana, au Yémen et en Israël,.

## Description
Le mâle étudié par Huber en 2009 mesure 2,5 mm.

## Publication originale
- (en) Deeleman-Reinhold & van Harten, 2001 : Description of some interesting, new or little known Pholcidae (Araneae) from Yemen. Ecology of Desert Environments, Scientific Publishers, Jodhpur, India, p. 193-207.